# Housséville
Housséville ist eine französische Gemeinde mit 131 Einwohnern (Stand: 1. Januar 2022) im Département Meurthe-et-Moselle in der Region Grand Est (vor 2016 Lothringen). Sie gehört zum Arrondissement Nancy und zum Kanton Meine au Saintois.

## Geografie
Housséville im Norden der Landschaft Saintois liegt etwa 27 Kilometer südsüdwestlich von Nancy.
Umgeben wird Housséville von den Nachbargemeinden Praye im Norden, Saint-Firmin im Nordosten, Diarville im Osten und Süden, Forcelles-sous-Gugney im Südwesten sowie Saxon-Sion im Westen und Nordwesten.

## Bevölkerungsentwicklung
| Jahr                       | 1962 | 1968 | 1975 | 1982 | 1990 | 1999 | 2006 | 2019 |
| Einwohner                  | 204  | 186  | 166  | 161  | 146  | 156  | 163  | 142  |
| Quellen: Cassini und INSEE |      |      |      |      |      |      |      |      |

## Sehenswürdigkeiten
- Kirche Saint-Georges aus dem 19. Jahrhundert
- Kapelle Chemin-des-Morts aus dem 19. Jahrhundert

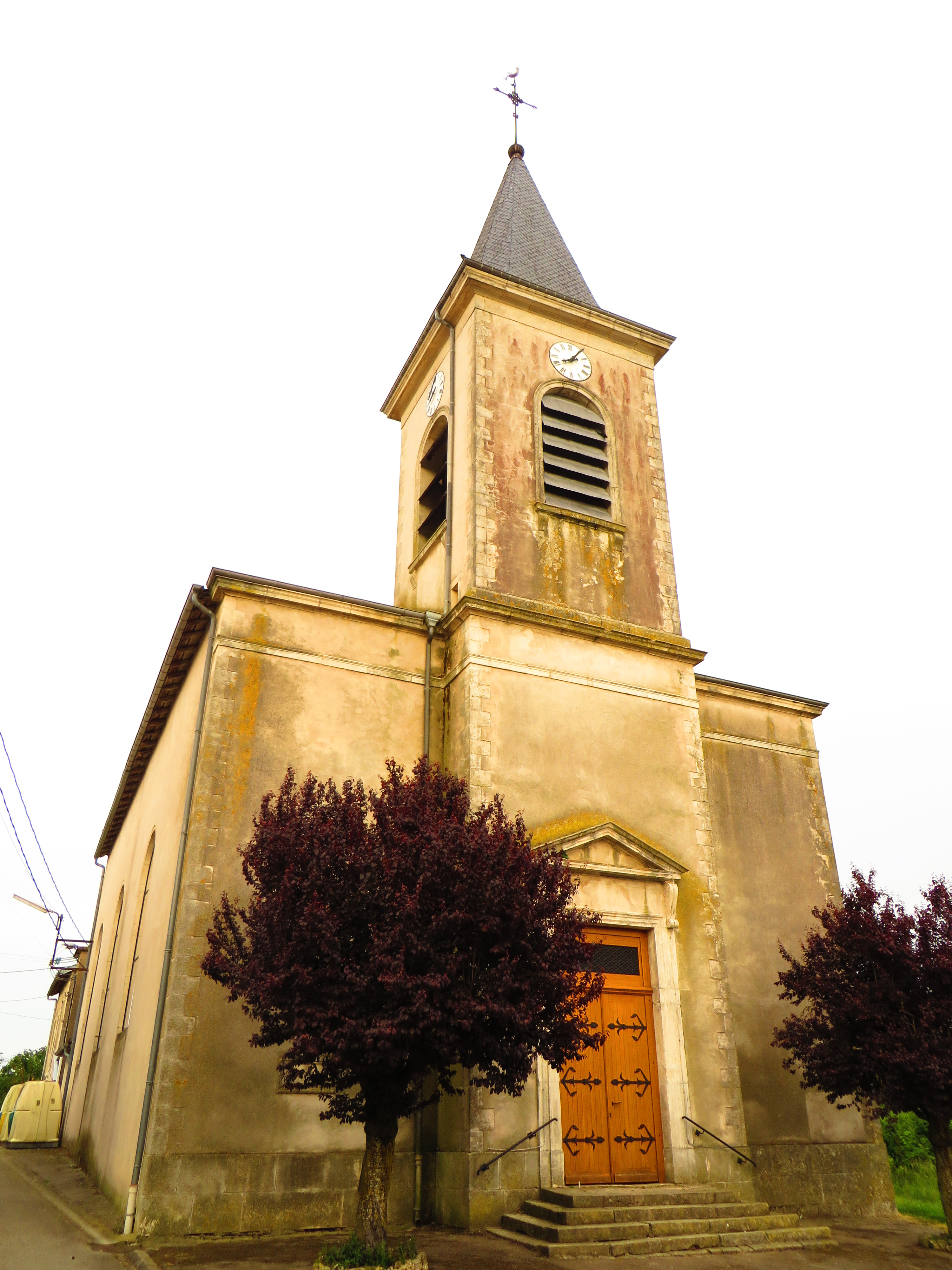
Kirche Saint-Georges